# گیزرویل (کالیفرنیا)
گیزرویل (به انگلیسی: Geyserville) یک منطقهٔ مسکونی در ایالات متحده آمریکا است که در شهرستان سونوما، کالیفرنیا واقع شده‌است.

## وسعت:
گیزرویل ۱۱٫۸۸۲ کیلومتر مربع مساحت دارد.

## جمعیت:
گیزرویل ۸۶۲ نفر جمعیت دارد.

## ارتفاع:
گیزرویل ۶۵ متر بالاتر از سطح دریا واقع شده‌است.